# Бургдорф (Берн)
Бургдорф (нім. Burgdorf BE) — місто  в Швейцарії в кантоні Берн, адміністративний округ Емменталь.

## Географія
Місто розташоване на відстані близько 19 км на північний схід від Берна.
Бургдорф має площу 15,6 км², з яких на 31,5% дозволяється будівництво (житлове та будівництво доріг), 25% використовуються в сільськогосподарських цілях, 40,8% зайнято лісами, 2,7% не є продуктивними (річки, льодовики або гори).

## Демографія
2019 року в місті мешкало 16 587 осіб (+7,9% порівняно з 2010 роком), іноземців було 16,7%. Густота населення становила 1066 осіб/км².
За віковим діапазоном населення розподілялося таким чином: 18,3% — особи молодші 20 років, 61,1% — особи у віці 20—64 років, 20,7% — особи у віці 65 років та старші. Було 7811 помешкань (у середньому 2,1 особи в помешканні).
Із загальної кількості 14 102 працюючих 29 було зайнятих в первинному секторі, 3632 — в обробній промисловості, 10 441 — в галузі послуг.